# Gravitation (manga)
Gravitation (グラビテーション) est un manga de Maki Murakami, qui traite de l’histoire d’amour tumultueuse entre Shūichi Shindō, un jeune musicien, et Eiri Yuki, un écrivain à succès. Ce manga se classe dans le genre yaoi et traite tous les sujets avec humour. Il a été prépublié entre 1996 et 2002 dans le magazine Kimi to Boku et a été compilé en un total de douze volumes. Une suite intitulée Gravitation EX est prépubliée depuis 2004. Les versions françaises sont publiées par Taifu Comics.
Une adaptation en deux OAV par le studio Plum a été diffusée en 1999, et une série télévisée d'animation de 13 épisodes par le studio Deen a été diffusée entre octobre 2000 et janvier 2001. Un roman et de nombreux doujinshi ont également vu le jour.

## Synopsis
Au Japon, de nos jours, un jeune homme nommé Shūichi rêve de devenir la plus grande pop star de son pays, suivant ainsi l’exemple de son idole, le leader du groupe Nittle Grasper, qui provoqua un véritable phénomène avant que ses trois membres ne se séparent. 
Son ami Hiro, guitariste, et lui-même forment leur propre groupe de techno/pop/rock (l’auteur définit leur genre comme techno à la base mais avec beaucoup d’autres choses) « Bad Luck ». 
Mais voilà que Shūichi est en mal d’inspiration, et qu’il rencontre le 
beau et mystérieux Yuki, un écrivain à la mode qui l’enfonce. Shūichi prend aussitôt la mouche et part en croisade. Dès lors, une relation tout aussi fusionnelle que chaotique se met en place, tandis que parallèlement la carrière artistique de Shindō décolle, puisqu’il signe un contrat professionnel avec N-G, maison de production dirigée par un ancien « Nittle Grasper ».
Dans le monde du showbiz, les relations amoureuses ne sont pas des plus faciles à vivre, surtout lorsqu’elles sortent de l’ordinaire…

## Personnages
Shūichi Shindō
Seiyū (anime) : Tomokazu Seki
Shūichi Shindō (新堂愁一, Shindō Shūichi) vient d’avoir 19 ans ; musicien (il compose sur un synthé Roland), compositeur, et chanteur, il est perdu et ne sait pas vraiment où il en est. Il souhaite égaler, voire dépasser son idole, Ryūichi Sakuma, et devenir une véritable star, mais une seule chose est sûre : il est prêt à tout pour Yuki, même abandonner Bad Luck. Un brin naïf, il se fait facilement avoir, mais sa volonté est à toute épreuve (ou presque, seul Yuki peut le mettre KO), et c’est une véritable boule d’énergie adepte des costumes parfois étranges (la banane et le chien étant les plus récurrents).
Eiri Yuki
Seiyū (anime) : Kazuhiko Inoue, Kouki Miyata (jeune)
Eiri Yuki (由貴瑛里, Yuki Eiri) est un beau et mystérieux jeune homme de 22 ans, écrivain très célèbre pour ses romans sentimentaux, froid et solitaire, il cache un passé sombre mais aussi ses sentiments. Ce qui n’empêche pas Shūichi d’être follement amoureux de lui.
Bien que Eiri soit souvent vexant à l’encontre de Shūichi, il semble attacher une réelle importance au bien-être de son jeune amant : il règle son compte à Aizawa (le chanteur du groupe rival de Bad Luck) après que celui-ci l’a fait tabasser, se précipite à l’appartement assiégé par les paparazzis, pour sauver Shūichi, resté enfermé à l’intérieur, et avoue spontanément devant les caméras qu’ils sont amants. Une autre fois, c’est Shūichi qui le sauve du suicide alors qu’il s’est réfugié dans un vieil immeuble désaffecté.
Et même s’il se plaint fréquemment de la présence envahissante du jeune homme, lorsque celui-ci part pour New-York après une énième vexation de la part de Yuki, ce dernier le suit jusqu’aux États-Unis pour exiger son retour. En somme, malgré les apparences, Yuki a autant besoin de Shūichi que Shūichi a besoin de lui.
Eiri Yuki est un pseudonyme qu’il utilise pour écrire ses romans (Yuki étant le prenom de son ex), son vrai nom est Uesugi Eiri.
Hiroshi Nakano
Seiyū (anime) : Yasunori Matsumoto
Hiroshi Nakano (中野浩司, Nakano Hiroshi) est le partenaire musical de Shūichi et son meilleur ami. Il joue de la guitare, et a pensé un moment abandonner la musique pour des études de médecine. Il est particulièrement intelligent (c’était le meilleur élève du lycée). Il adore Shūichi et le protège régulièrement : chaque fois que celui-ci a un problème, que ce soit avec Yuki ou non, c’est vers lui qu’il va se tourner. Il est amoureux d’Ayaka, la fiancée de Yuki.
Ryūichi Sakuma
Seiyū (anime) : Kappei Yamaguchi
Ryūichi Sakuma (佐久間竜一, Sakuma Ryūichi) est le leader et le chanteur du groupe Nittle Grasper. Il a quitté son groupe pendant trois ans pour une carrière solo aux États-Unis. Il revient finalement, et le groupe se réunit, devenant le rival de Bad Luck…
Bien qu’ayant dépassé la trentaine, il apparaît la plupart du temps enfantin et amical, au point qu’on s’interroge sur son âge réel. Celui-ci se montre toujours avec un lapin rose en peluche nommé Kumagoro, qu’il emmène toujours partout avec lui, sauf quand il chante. Ryūichi redevient cependant particulièrement mature et impressionnant une fois sur scène.
Dans le manga, il lance un duel musical à Shūichi en espérant que celui-ci gagne. En effet, il espère ainsi pouvoir quitter le monde de la musique pour devenir acteur à Hollywood en laissant derrière lui quelqu’un qui puisse prendre la relève dans le monde de la musique.
Tōma Seguchi
Seiyū (anime) : Seguchi
Tōma Seguchi (瀬口冬馬, Seguchi Tōma) joue du synthé pour le groupe Nittle Grasper. Durant leur séparation, il est le directeur de la maison de disques N-G. Derrière son visage amical se cache un esprit froid et parfois manipulateur.
C’est le mari de Mika, la sœur d’Eiri. Il est très protecteur envers ce dernier, qu’il connaît depuis sa prime jeunesse. Il est l’une des rares personnes à tout savoir du passé sombre d’Eiri. Par ailleurs, les sentiments qu’il nourrit envers son beau-frère dépassent de loin le simple amour fraternel. Il ira même jusqu’à s’opposer à la relation qu’entretiennent Eiri et Shūichi. Cependant, il est aussi très professionnel, et a suffisamment conscience des talents de Shūichi pour ne pas oser le renvoyer.
Noriko Ukai
Seiyū : Haruna Ikezawa (anime), Yuri Amano (OAV)
Noriko Ukai (鵜飼典子, Ukai Noriko) est le troisième gai luron du groupe Nittle Grasper, elle joue également du synthé. Elle a joué un moment avec Bad Luck, à la demande de Tohma. Elle est très dynamique et exigeante, elle joue le rôle de grande sœur pour Ryūichi.
Suguru Fujisaki
Seiyū (anime) : Fujiko Takimoto
Suguru Fujisaki (藤崎順, Fujisaki Suguru) complète finalement le groupe Bad Luck en tant que joueur de synthé, il remplace définitivement Noriko. Il a 16 ans, et est le cousin de Tohma. Il est toujours très poli et un brin excédé par les frasques de Shūichi. Il est également très ambitieux et son plus grand rêve n’est pas d’égaler son cousin, mais de le surpasser.
Mika Seguchi
Seiyū (anime) : Hiromi Tsuru
Mika Seguchi (瀬口美華, Seguchi Mika) est la grande sœur de Yuki, ainsi que la femme de Tōma. Elle est tout aussi froide que belle, elle est quelque peu manipulatrice, à l’image de son mari. Elle tient énormément à son frère, et ne souhaite que son bonheur même si pour y accéder elle doit faire souffrir d’autres personnes. Au début de l’aventure, Mika n’approuve pas vraiment la relation que son frère entretient avec Shindō. Mais lorsqu’elle comprend que Yuki est réellement tombé amoureux du jeune homme, elle l’encourage à se déclarer.
K
Seiyū (anime) : Ryōtarō Okiayu
Claude K. Winchester (クロード) est à l’origine le manager de Ryūichi, il devient finalement celui de Bad Luck. Il est très déterminé et autoritaire en ce qui concerne la réussite du groupe. D’origine américaine, c’est un grand psychopathe qui tire sur tout ce qui bouge à l’aide de ses nombreuses armes à feu.
Il aime notamment réveiller ses protégés en leur pointant son revolver sur la tempe.
On imagine mal ce genre de personnage mener une paisible vie de famille. Pourtant, il est marié à l’actrice hollywoodienne Judy Winchester, avec laquelle il entretient une relation, disons, mouvementée, qui ferait trembler les amateurs de sensations fortes. Ils sont tous les deux les heureux parents d’un petit Mickaël.
Sakano
Seiyū (anime) : Takehito Koyasu
Sakano (坂野) est employé de la compagnie N-G. Il est à l’origine le manager de Shindō Shūichi, puis, devient le producteur de Bad Luck. Particulièrement émotif, il s’évanouit à la moindre fantaisie de ses protégés.
Mlle Rage
Fille du directeur d’XMR, grande boite de production musicale américaine, elle devient finalement le manager de Bad Luck. Elle se déplace à bord d’un robot géant blindé et volant en forme de panda. Elle est amoureuse de Shūichi et veut qu’il travaille pour XMR. Elle est la meilleure amie de la femme de K, une actrice célèbre. Elle n’apparaît pas dans l’anime.

## Manga

### Liste des volumes
| no | Japonais       | Japonais          | Français          | Français          |
| no | Date de sortie | ISBN              | Date de sortie    | ISBN              |
| -- | -------------- | ----------------- | ----------------- | ----------------- |
| 1  | mars 1996      | 978-4-7897-8023-0 | 12 mai 2005       | 978-2-35044-026-2 |
| 2  | juillet 1996   | 978-4-7897-8036-0 | 9 juin 2005       | 978-2-35044-033-0 |
| 3  | novembre 1996  | 978-4-7897-8044-5 | 13 octobre 2005   | 978-2-35180-008-9 |
| 4  | mars 1997      | 978-4-7897-8050-6 | 8 décembre 2005   | 978-2-35180-020-1 |
| 5  | août 1997      | 978-4-7897-8059-9 | 23 février 2006   | 978-2-35180-032-4 |
| 6  | avril 1998     | 978-4-7897-8072-8 | 20 avril 2006     | 978-2-35180-044-7 |
| 7  | octobre 1998   | 978-4-7897-8088-9 | 22 juin 2006      | 978-2-35180-055-3 |
| 8  | mai 1999       | 978-4-7897-8106-0 | 21 septembre 2006 | 978-2-35180-068-3 |
| 9  | janvier 2000   | 978-4-7897-8218-0 | 23 novembre 2006  | 978-2-35180-085-0 |
| 10 | juillet 2000   | 978-4-7897-8278-4 | 22 février 2007   | 978-2-35180-107-9 |
| 11 | décembre 2000  | 978-4-7897-8322-4 | 10 mai 2007       | 978-2-35180-136-9 |
| 12 | août 2002      | 978-4-344-80117-2 | 2 août 2007       | 978-2-35180-153-6 |

## Anime

### OAV

#### Fiche technique
- Année : 1999
- Directeur : Shinichi Watanabe
- Scénario : Hiroyuki Kawasaki
- Character design et directeur de l’animation : Hiroya Iijima
- Musique et producteur : Daisuke Asakura
- Directeur artistique : Shinji Katahira
- Directeur de la photographie : Eiichi Okita
- Directeur du son : Jun Watanabe[Lequel ?]
- Production : Animate
- Nombre d’épisodes : 2

#### Musique
- Musique du générique d’ouverture : « Blind Game Again », composé par Mad Soldiers, chanté par BAD LUCK.
- Musique du générique de fin : « Smashing Blue », composé par Mad Soldiers, chanté par BAD LUCK.
- « Spicy Marmalade », composé par Mad Soldiers, chanté par BAD LUCK.
- « In the Moonlight », composé par Mad Soldiers, chanté par BAD LUCK.
- « Shining Collection », composé par Daisuke Asakura, paroles et chant par Iceman.

### Série télévisée

#### Fiche technique
- Année : 2000 - 2001
- Directeur : Bob Shirohata
- Script : Michiko Yokote
- Character design : Miho Shimogasa
- Éléments de design : Katsumasa Hosoma
- Directeur artistique : Nobuto Sakamoto
- Coordination des couleurs : Shinji Matsumoto
- Directeur de la photographie : Shinyo Kondō
- Édition : Masahiro Matsumura
- Musique et producteur : Daisuke Asakura
- Directeur du son : Takashi Ui, Yoku Shioya
- Directeur musical : Takashi Kodama
- Production : Masahiro Chiku, Yumiko Masujima
- Producteur : Yoshimitsu Ishii
- Production de l’animation : Studio Deen
- Production : Sony Magazines, Aniplex
- Nombre d’épisodes : 13

#### Musique
- Musique du générique d’ouverture : « SUPER DRIVE », paroles de Yousuke Sakanoue, composé par Daisuke Asakura.
- Musique du générique de fin : « Glaring Dream », composé par Mad Soldiers, chanté par Kinya Kotani.
- « THE RAGE BEAT » (épisodes 1, 5, 7, 8, 12 et 13), composé par Mad Soldiers, chanté par Kinya Kotani.
- « Sleepless Beauty » (épisodes 2, 3, 5, 8 et 13), paroles de Akiitoguchi Inoue, arrangé par Daisuke Asakura, chanté par K.ITO+DK
- « Anti Nostalgic » (épisode 3), composé par Mad Soldiers, chanté par Kinya Kotani.
- « Blind Game Again » (épisode 9), composé par Mad Soldiers, chanté par Kinya Kotani.
- « Yuuutsu na Seven Days » (憂鬱なSeven Days?) (épisode 11), composé par Mad Soldiers, chanté par Kinya Kotani.

### Liste des épisodes
| No | Titre français    | Titre japonais | Titre japonais | Date de 1re diffusion |
| No | Titre français    | Kanji          | Rōmaji         | Date de 1re diffusion |
| --- | ----------------- | -------------- | -------------- | --------------------- |
| OAV 1 | Gravitation       |                |                | 23 juillet 1999       |
| OAV 2 | Live in Soul      |                |                | 22 septembre 1999     |
| Track 1 | Gravitation       |                |                | 4 octobre 2000        |
| Durant une interview du groupe ASK, on découvre Shūichi et Hiroshi se faisant enguirlander par Sakano (leur manager), car Shūichi n’a pas fini d’écrire la chanson d’amour. Le soir, en se promenant dans un parc, le papier sur lequel est écrit sa chanson lui échappe et atterri dans les mains d’un mystérieux et bel inconnu qui lui dit des paroles très blessantes (« aucun talent », « abandonne »). Le matin, la scène de la veille se reproduit, mis à part que Shūichi est déprimé. Il décide alors de retrouver l’inconnu. En se promenant en rue sous la pluie, il saute devant une voiture, en sachant que l’inconnu est à l’intérieur. Ils se rendent dans l’appartement de ce dernier. Le lendemain, durant une discussion entre Shūichi et Hiroshi, ce dernier lui fait réaliser qu’il est amoureux. Sakano allume la télévision, et Shūichi découvre alors que l’inconnu est un célèbre écrivain nommé Eiri Yuki. Il se rend en urgence à son appartement, où il découvre Yuki sortant du bâtiment, se faisant ennuyer par une femme. Il « utilise » Shūichi pour que la femme le laisse, en le faisant passer pour son petit ami. Après le départ de la femme, Shūichi le défie de venir écouter son concert. Yuki dit que Shûishi est amoureux de lui. Shūichi poursuit donc Yuki jusque dans l’ascenseur en le questionnant sur les raisons de ses commentaires. Et c’est alors que, les portes de l’ascenseur se refermant, Yuki embrasse Shūichi. |                   |                |                |                       |
| Track 2 | Live in Soul      |                |                | 11 octobre 2000       |
| La sœur de Yuki Eiri est mariée au grand producteur Seguchi Tohma, ancien des Nittle Grasper un groupe très connu dont Shūichi est fan. Pour réussir, le groupe de Shūichi, les Bad Luck doivent obtenir son soutien. La sœur de Yuki propose un marché à Shūichi, elle lui demande de convaincre Yuki de revoir sa famille en échange d’un appui de son mari. Shūichi refuse mais décide quand-même d’essayer de le convaincre. Mais Yuki devine que sa sœur lui a fait une proposition, ce qui le fâche énormément, car il pense que Shūichi a accepté. Il vient malgré tout le voir à leur concert, qui manque d’être un fiasco. Heureusement, le chanteur ultra-connu des Nittle Grasper, qui était dans le public, invité par Seguchi, leur vient en aide et fait son petit show, boostant Shūichi, ravi de chanter avec son idole. Puis il retrouve Yuki, désireux de comprendre pourquoi lui qui méprise tant sa musique est venu le voir. |                   |                |                |                       |
| Track 3 | Stray Heart       |                |                | 18 octobre 2000       |
| Seguchi Tohma a accepté de sponsoriser le groupe, mais il impose un nouveau manager et un nouveau membre (le claviériste) au groupe des Bad Luck. Ce qui n’est pas du tout au goût de Shūichi qui raconte tous ses malheurs à Yuki mais celui-ci l’envoie promener. Shūichi en pleine déprime; Hiro, son meilleur ami et guitariste du groupe décide d’intervenir et va voir Yuki… |                   |                |                |                       |
| Track 4 | Wave Shock        |                |                | 25 octobre 2000       |
| Shūichi décide d’emménager chez Yuki qui finit par céder en acceptant de faire un essai pour une semaine. Les Bad Luck font connaissance avec leur nouveau manager : Mr K (un Américain ex-manager des Nittle Grasper, un fou furieux !). Celui-ci leur a trouvé une occasion de passer à la télévision, par contre, il ne s’agit pas d’une émission musicale mais d’un quiz télé. Peu importe, Shūichi, brillant par sa nullité mais opportuniste profite de l’occasion pour se faire connaître et chante en direct. Le succès est tel qu’il excite la jalousie du leader des ASK, un autre groupe sponsorisé par Seguchi. La sœur de Yuki ainsi qu’une jeune fille mystérieuse trament des plans de leur côté… |                   |                |                |                       |
| Track 5 | Winding Road      |                |                | 1er novembre 2000     |
| Les Bad Luck, poussés par leur nouveau manager doivent donner un concert dans deux jours. Cette fois ils seront les vedettes. Un soir, Hiro et Shūichi croisent la jeune fille de l’épisode précédent se faisant agresser. Ils interviennent et apprennent plus tard qu’il s’agit de la fiancée de Yuki (selon une antique tradition de mariage forcée; les parents de cette jeune fille et ceux de Yuki avaient conclu ces fiançailles alors qu’ils étaient enfants). Shūichi fait également la connaissance du frère de Yuki qui lui ressemble beaucoup… |                   |                |                |                       |
| Track 6 | Shady Scheme      |                |                | 8 novembre 2000       |
| La sœur de Yuki (Mika) revient toujours à l’attaque pour ces histoires de fiançailles. Yuki exaspéré, renvoie Shūichi et Mika. Les deux font plus ample connaissance et Mika apprend à Shūichi qu’il ne sait pas tout de Yuki (on se doutait bien que c’était un personnage qui cachait un passé lourd et mystérieux). Pendant ce temps, Aizawa, le leader de ASK, se venge en balançant la relation Yuki - Shūichi dans la presse à scandale. Yuki croit alors - évidemment, car il voit le mal partout - que Shūichi se sert de sa notoriété pour devenir une star et rompt aussitôt. Grosse déprime pour Shūichi qui se fait tabasser par Aizawa en plus, à la suite d’un chantage qui visait Yuki. Hiro, fidèle à la promesse qu’il avait faite à Yuki : « Si Shuishi pleure pour une autre raison que sa propre naïveté, je ne te le pardonnerais pas. » Hiro retrouve Yuki et lui apprend ce qui s’est passé réellement. |                   |                |                |                       |
| Track 7 | Ground Zero       |                |                | 15 novembre 2000      |
| Alors que Shūichi est prêt à quitter le groupe par amour pour Yuki; Yuki, de son côté rend visite aux ASK, récupère la pellicule photo et en passant casse la figure à l’un des membres pour venger Shūichi. Pourtant, il décide de quitter Shūichi sans lui donner d’explications. Les Bad Luck enregistrent leur premier single. Puis Hiro et Shūichi apprennent finalement que Yuki va épouser sa fiancée (Ayaka) mais celle-ci préfère céder la place à Shūichi, car elle sait que Yuki ne l’aime pas. Ayaka étant libre, cela donne des idées à Hiro… Shūichi pousse le bouchon très loin en se travestissant en femme et en se présentant au mariage. Les rapports entre Yuki et Shūichi s’inversent progressivement, Yuki avoue certaines choses sur son passé et pour la première fois, appelle même Shūichi par son prénom. |                   |                |                |                       |
| Track 8 | Song and Song     |                |                | 22 novembre 2000      |
| Episode très émouvant, Yuki tombe dans les bras de Seguchi (son beau-frère). Seguchi, au courant de tous les secrets de cette histoire décide de punir Aizawa et le renvoie. Yuki traumatisé par un passé dont il n’arrive plus et ne souhaite pas se souvenir craque et pleure devant Shūichi, ébranlé de voir le froid Yuki si vulnérable. Yuki lui avoue enfin qu’il l’aime. Mais le fier Yuki reprend vite le dessus, un peu honteux de s’être laissé aller. Seguchi annonce également la reformation de leur groupe, les Nittle Grasper. Les deux groupes devront s’affronter lors d’un show télé. |                   |                |                |                       |
| Track 9 | The Deepest Brain |                |                | 29 novembre 2000      |
| Shūichi manque toujours de confiance en lui. Il doit comprendre qu’il n’est plus désormais un fan hystérique des Nittle Grasper mais bel et bien leur rival. Les doutes l’assaillent quand même car Yuki va mal, consulte un psy et prend des calmants. Le manager des Bad Luck décide de prendre les choses en main et oblige Yuki à motiver Shūichi en lui promettant une sortie dans un parc d’attractions s’il vend un million d’albums. Shūichi est regonflé et se donne à fond, promotions, télé, magazines, clip, etc. La presse s’empare de plus belle de leur relation (normal, c’est trop people !) Shūichi essaie de les protéger mais Yuki officialise leur relation, ce qui fait une très bonne pub pour le groupe à quelques jours de la sortie de leur album (dixit Mr K, leur manager). Ce cynisme agace Hiro qui se met à faire des siennes à son tour et plante le groupe… |                   |                |                |                       |
| Track 10 | Heads or Tails    |                |                | 7 décembre 2000       |
| C’est décidé; Hiro quitte le groupe à la suite d’une déception sentimentale. Il est amoureux d’Ayaka mais celle-ci est encore amoureuse de Yuki. Shūichi n’arrive pas à accepter le départ de son ami pourtant il doit l’annoncer dans une conférence de presse ainsi que les dates de leur tournée. Ayaka l’apprend par le biais de Yuki, elle retourne alors voir Hiro et lui propose la même carotte que Yuki avec Shūichi. Elle sortira avec lui s’il vend un million d’albums. Elle avoue qu’elle fait ça pour oublier Yuki. Les Bad Luck donnent leur conférence de presse, Shūichi pète un plomb (au grand dam de Sakano) et explique que le groupe ne peut pas exister sans Hiro. Heureusement, Hiro regonflé lui aussi arrive et les deux amis tombent dans les bras l’un de l’autre. On apprend à la fin de la conférence qu’ils viennent de vendre un million d’albums ! Et c’est un magnifique happy end, sauf que Yuki qui regarde la conférence à la télé en compagnie de Seguchi se met à cracher du sang… |                   |                |                |                       |
| Track 11 | Secret Day        |                |                | 13 décembre 2000      |
| Face à la mauvaise santé de Yuki, Seguchi, dont l’affection pour Yuki va au-delà du simple amour fraternel décide de séparer Shūichi et Yuki et convainc ce dernier de quitter le Japon. Mais Yuki avait fait une promesse à Shūichi et l’accompagne dans un parc d’attractions. Durant cet après-midi, il lui révèle beaucoup de choses sur son passé. Pourtant Yuki ne comprend toujours pas les sentiments de Shūichi et craignant de lui faire du mal, il quitte sans prévenir le Japon… |                   |                |                |                       |
| Track 12 | Breathless        |                |                | 20 décembre 2000      |
| Seguchi tient Shūichi pour responsable de la disparition de Yuki. Il le recherche activement tandis que la tournée débute. Mister K oblige Shūichi à renoncer à retrouver Yuki et à se concentrer sur cette tournée. Shūichi accepte de tourner la page… Enfin… |                   |                |                |                       |
| Track 13 | Got it All        |                |                | 10 janvier 2001       |
| Seguchi part retrouver Yuki à New York. Shūichi a perdu sa voix. Un soir, alors qu’il traîne dans le même parc où il rencontra jadis Yuki, il se remémore cet instant et décide lui aussi de partir pour New York en promettant à Mr K qu’il retrouvera Yuki tout en revenant à temps pour leur premier concert. Yuki revient sur les traces de son passé et retrouve la mémoire cette fois. Il est à deux doigts de se tirer une balle dans la tête quand en prenant son briquet pour fumer une dernière cigarette, il tombe sur une photo de lui et Shūichi; ce qui l’arrête un moment dans son envie d’en finir mais c’est suffisant pour Shūichi qui arrive en trombe dans cet hôtel abandonné et qui lui fait comprendre que ça suffit les conneries parce que merde, il l’aime ! (c’est un manga rock’n roll !). Shūichi arrive très en retard à son concert et Yuki se rend sur la tombe de Kitazawa puis retourne au Japon. |                   |                |                |                       |